# Job von Witzleben
Karl Ernst Job Wilhelm von Witzleben (20 de julio de 1783 - 9 de julio de 1837) fue un teniente general prusiano, adjunto-general del rey, y Ministro de Guerra.

## Carrera
Nacido en Halberstadt, Witzleben era el hijo mayor del teniente Heinrich Günther von Witzleben (1755-1825) y de su esposa Amalie Karoline Luise Wilhelmine, nacida von Wulffen (1766-1807). De la turingia Uradel, se convirtió en escudero personal del rey Hohenzollern Federico Guillermo II de Prusia en 1793, y después enseña en la Guardia Real en 1799. Su carrera activa fue promovida por el rey Federico Guillermo III quien se convirtió en un estrecho amigo. 
Witzleben alcanzó el rango de teniente segundo en 1802. Fue capturado en la Batalla de Jena-Auerstedt librada el 14 de octubre de 1806, pero fue intercambiado en agosto de 1807. Su obra Ideas sobre la Reorganización de la Infantería Ligera, llamó la atención de Gerhard von Scharnhorst, de tal modo que fue transferido en diciembre de 1808 al recién formado Garde-Jäger-Bataillon como Stabskapitän. A principios de 1812 fue promovido a mayor y luchó el 2 de mayo de 1813 en la Batalla de Lützen. Durante la guerra en Francia fue promovido a teniente coronel. En la primavera de 1815 se unió al estado mayor del Mariscal de Campo Gebhard Leberecht von Blücher y fue entonces hecho coronel.
Hecho teniente general en 1821, fue elegido el sucesor del Ministro de la Guerra prusiano Karl Georg Albrecht Ernst von Hake después de su dimisión en 1833. Trabajó para integrar el ejército regular y el Landwehr. También logró la introducción del fusil de aguja, y revisó el código criminal militar. Job von Witzleben se retiró en 1835 debido a una grave enfermedad y murió dos años más tarde, a la edad de 53 años. Fue enterrado en el Cementerio de los Inválidos en Berlín, cerca de la tumba de Scharnhorst.

## Vida personal
Witzleben contrajo matrimonio con Auguste Henriette, nacida von Splittgerber en 1812. La pareja tuvo ocho hijos. Su hija Hertha (1815-1879) contrajo matrimonio con Edwin Freiherr von Manteuffel. En 1823, adquirió una gran finca cerca de Charlottenburg, donde hizo erigir una mansión. Llamado después el barrio de Witzleben, la zona es ahora parte del barrio berlinés de Charlottenburg-Wilmersdorf. También fue propietario de una mansión en Liszkowo en Prusia Occidental.
El Teniente General Witzleben fue un músico de talento y un violinista talentoso. Como francmasón, fue un miembro de la Gran Logia Madre Nacional, "Los Tres Globos".

## Condecoraciones

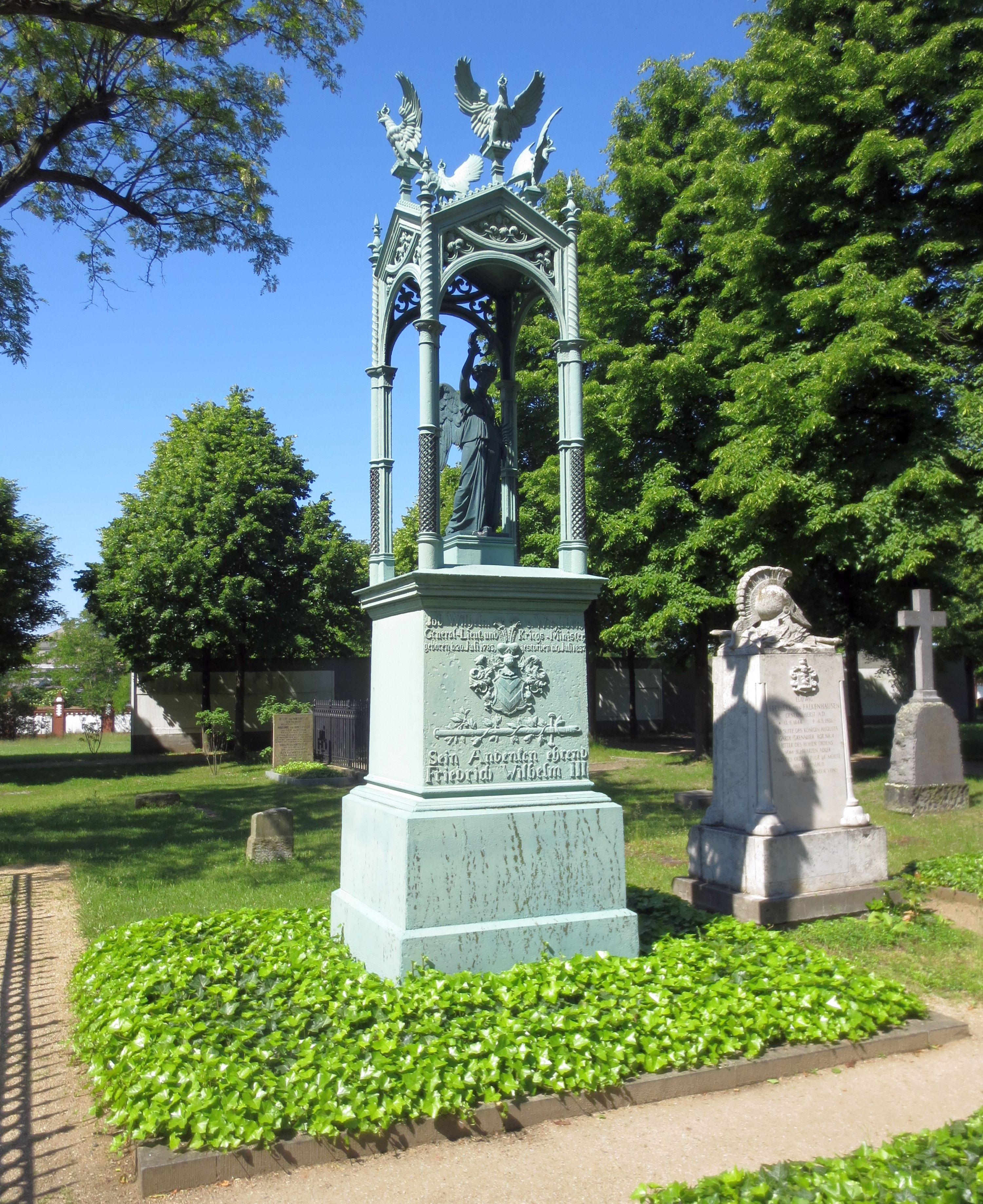
Monumento funerario.

- Cruz de Hierro, segunda (1813) y primera clase (1814)
- Orden del Águila Roja, tercera clase (1817)
- Orden de Estanislao, primera clase (1818)
- Orden del Águila Roja, segunda clase con hojas de roble (1820)
- Orden del León de Zähringen (1822)
- Cruz al Servicio (1825)
- Comandante de la Orden Militar de Guillermo de los Países Bajos (1825)
- Brillante de la Orden de Estanislao, primera clase (1829)
- Estrella de la Orden del Águila Roja, segunda clase (1830)
- Orden del Águila Roja, primera clase con hojas de roble (1832)
- Orden de San Alejandro Nevski (1834)
- Diamante de la Orden rusa de Alejandro Nevski (1835)
- Orden de Luis, Gran Cruz (1835)